# 1373년

## 연호
- 명(明) 홍무(洪武) 6년
- 북원(北元) 선광(宣光) 3년
- 일본(日本) 남조(南朝) 분추(文中) 2년
- 일본(日本) 북조(北朝) 오안(応安) 6년
- 쩐 왕조(陳朝) 롱카인(隆慶) 원년

## 기년
- 명(明) 태조 홍무제(太祖 洪武帝) 6년
- 북원(北元) 소종(昭宗) 3년
- 고려(高麗) 공민왕(恭愍王) 22년
- 쩐 왕조(陳朝) 예종(睿宗) 원년

## 사망
- 2월: 시리아의 이슬람 율법학자 이븐 카티르
- 7월 23일: 스웨덴에서 태어난 로마 가톨릭교회의 성인 스웨덴의 비르지타